# DbForge Studio for Oracle
 dbForge Studio for Oracle — потужне середовище розробки і адміністрування баз даних Oracle, яка дозволить істотно прискорити написання PL / SQL коду. Даний продукт містить гнучкі інструменти для редагування даних, за допомогою яких можна управляти як даними в самій базі, так і зовнішніми даними. За допомогою dbForge Studio for Oracle можна з легкістю синхронізувати дані між двома серверами Oracle і автоматизувати управління процесом зміни схем в ході розробки. Продукт також підтримує безліч інших функціональних можливостей для розробки баз даних Oracle, доступних з легко керованого інтерфейсу, узгоджується з Visual Studio.

## Можливості

### Написання, форматування та рефакторинг PL / SQL
Механізм автодоповнення PL / SQL коду, подібний IntelliSense
- Налаштування роздільної форматування коду [Архівовано 2 лютого 2017 у Wayback Machine.]
- Набори готових фрагментів
- Широкі можливості рефакторінга PL / SQL коду

### Можливість спостерігати за поведінкою програми під час виконання
- Вбудований відладчик PL / SQL коду
- Покрокове виконання: крок із заходом, крок з обходом, крок з виходом, і виконання коду до курсора
- Призупинення виконання коду за допомогою точок зупинки

### Профілювальник запитів
Надає можливість вдосконалювати запити, виконання яких займає багато часу. Інструмент [Архівовано 2 лютого 2017 у Wayback Machine.] допомагає знайти проблемні місця в запиті і допомагає оптимізувати їх:
- Пропонує візуальне профілювання запитів
- Порівнює результати профілювання

### Можливість порівнювати схеми баз даних і самі дані
- Аналізуйте відмінності між базами даних
- Автоматизуйте процес порівняння за допомогою командного рядка
- Виключіть помилки при міграції змін з середовища розробки в тестову середу і «продакшн»

### Управління змінами в базах даних
При зміні структури баз даних Oracle, переміщенні даних на інші сервера, аналізі відмінностей між базами для:
- Порівняння та синхронізація даних [Архівовано 2 лютого 2017 у Wayback Machine.] і схем
- Планування регулярних завдань по синхронізації баз даних
- Генерації звітів в порівнянні

### Менеджери об'єктів
Об'єкти баз даних відображаються у вигляді дерева в провіднику. Щоб відредагувати будь-який об'єкт, потрібно відкрити відповідний редактор [Архівовано 2 лютого 2017 у Wayback Machine.]  з цього вікна для
- Управління таблицями з одного вікна
- Використання опції Скасування для редактора об'єктів
- Використання можливості перегляду об'єктів схем в одному документі (прикріплення документів)

### PL/SQL відладчик
Відладчик PL/SQL використовується для покрокового виконання збережених процедур і SQL скриптів. Користуйтеся точками зупинки, вводить значення і змінюйте значення змінних у вікні «Змінні», а також аналізуйте активний стек PL / SQL викликів [Архівовано 2 лютого 2017 у Wayback Machine.] у вікні «Стек викликів».

### Експорт та імпорт схем
Експортуйте схеми повністю або обрані об'єкти схем, копіюйте об'єкти баз даних, використовуючи майстра експорту/імпорту схем. Ці майстри мають такі можливості:
- Програми для експорту та імпорту
- Проекти експорту схем
- Zip архівація кінцевих файлів експорту
- Підтримка командного рядка

### Адміністрування
Ви можете використовувати наступні інструменти адміністрування  [Архівовано 1 лютого 2017 у Wayback Machine.] баз даних Oracle:
- Управління привілеями користувачів
- Управління клієнтськими сесіями
- Контроль подій

### Дизайнер баз даних
Користуйтеся діаграмою баз даних для створення, аналізу, реверсивного проектування, друку і настройки відповідно до своїх вимог бази даних Oracle [Архівовано 1 лютого 2017 у Wayback Machine.], а також для:
- Перегляду зовнішніх ключів
- Перегляду об'єктів баз даних з властивостями
- Виконання збережених процедур

### Звіти та аналіз даних
Ви можете проводити аналіз даних і створювати звіти за допомогою інструментів [Архівовано 1 лютого 2017 у Wayback Machine.] для створення звітів за даними, зведених таблиць і перегляду даних пов'язаних таблиць. Багатофункціональні майстра і інструменти можуть відображати дані у вигляді таблиць і графіків, а також мають засоби для налаштування відображення даних, їх угруповання, сортування, і т. д.

## Платформи
dbForge Studio for Oracle працює на платформі Windows, починаючи з Windows XP/Windows 2003 до Windows 7/8/8.1/10 та Windows Server 2008/2012.